# Paian (Gott)
Paian (altgriechisch Παιάν Paián) oder Paion (Παιών Paiṓn oder Πάων Páōn), episch auch Paieon (Παιήων Paiḗōn) ist ein Heilgott der griechischen Mythologie.
Ob Paian ursprünglich die Personifikation des in der Liedgattung Paian vorkommenden Ausrufs ie paian (ἰὴ παιάν iḕ paián) gewesen oder der Ausruf von ihm abgeleitet worden sei, ob überhaupt eine Beziehung zwischen Gott und Lied besteht, kann letztlich nicht entschieden werden.
Das älteste Zeugnis für Paian ist ein Linear-B-Täfelchen aus Knossos, auf dem der Göttername Pa-ja-wo-ne (mykenisches Griechisch 𐀞𐀋𐀺𐀚) verzeichnet ist.
Bei Homer erscheint Paian als Götterarzt, der die im trojanischem Krieg zugezogenen Verwundungen des Hades und des Ares heilt. Hades war von einem Pfeil des Herakles an der Schulter getroffen worden, die von Paian mit schmerzlindernden Kräutern versorgt wird. Ares, der von Diomedes verletzt worden war, wird von ihm auf Geheiß des Zeus mit einem Balsam behandelt.
Paian erscheint als individueller Gott auch in einem Fragment Hesiods und bei Solon, der die Kenntnis der ärztlichen Künste auf die Vermittlung Paians zurückführt. Dennoch wurde bereits in der Antike diskutiert, ob er als eigenständige Gottheit zu gelten habe oder nicht vielmehr mit dem Heilgott Apollon zu identifizieren sei, der auch mit der Epiklese Paian als Apollon Paian verehrt wurde. Während etwa Aristarchos von Samothrake von einem eigenständigen Gott ausging, trat beispielsweise Zenodotos von Mallos entschieden für die Gleichsetzung mit Apollon ein.
Nach Paian ist die Gattung der Pfingstrosen benannt.